# سلمان المطيويع
سلمان المطيويع ،سعودي، يكنى بـ«أبي مشعل»، ويعمل كمذيع بالقناة الرياضية السعودية 
كانت انطلاقته من خلال القناة الثانية السعودية الناطقة باللغة الإنجليزية، قبل أن ينتقل للقناة الرياضية السعودية بعد أن تم افتتاحها مباشرة، وبقي فيها منذ ذلك الحين حتى 2009. ثم انتقل للعمل في قناة روتانا الخليجية ويقدم فيها برنامج «الملف الأحمر».
قدم «سلمان المطيويع» برامج عدة بالقناة الرياضية السعودية، أبرزها برنامج اليومي (كل الرياضة)، قبل أن ينشئ برامج كثيرة خاصة فيه مثل (الديوانية) وبرنامجه الأسبوعي (مساء الرياضية) في مساء كل يوم جمعة.
وقد شارك «سلمان المطيويع» في تقديم عشرات الحفلات الرياضية كحفلات التتويج أو حفلات سحب القرع أو حتى بعض المؤتمرات الخاصة.
في شهر ديسمبر 2010 انتقل للعمل في قناة لاين سبورت الرياضية Line Sport ويعمل كبيرا للمذيعين فيها ويقدم برنامج رئيس التحرير يوميا على نفس القناة وهو الذي يعني بمطالعات الصحف المحلية وملاحقها الرياضية لكن توقفت قناة لاين سبورت عن البث بعد فترة، عاد المطيويع بعد انقطاع ليقدم برنامج الوقت الأصلي على القناة الأولى في عام 2018.